# Hermann Jöck
Hermann Jöck (* 31. Oktober 1873 in Weimar; † 10. August 1925 ebenda) war ein deutscher Jurist und Politiker.

## Leben
Als Sohn eines Tischlermeisters geboren, studierte Jöck nach dem Besuch des Wilhelm-Ernst-Gymnasiums Weimar Rechts- und Kameralwissenschaften in Leipzig. Während seines Studiums wurde er 1895 Mitglied der Leipziger Burschenschaft Dresdensia. Nach seinem Examen wurde er Rechtsanwalt und Notar in Weimar. 1919 wurde er für die Fortschrittspartei, dann für die DNVP Abgeordneter des Landtages im Freistaat Sachsen-Weimar-Eisenach. Er gehörte dem Stahlhelm, Bund der Frontsoldaten an.